# Нова-Санта-Рита (Пиауи)

Нова-Санта-Рита на карте штата.

Нова-Санта-Рита (порт. Nova Santa Rita) — муниципалитет в Бразилии, входит в штат Пиауи. Составная часть мезорегиона Юго-восток штата Пиауи. Входит в экономико-статистический микрорегион Алту-Медиу-Канинде. Население составляет 4187 человек на 2010 год. Занимает площадь 909,735 км². Плотность населения — 4,60 чел./км².

## Демография
Согласно сведениям, собранным в ходе переписи 2010 г. Национальным институтом географии и статистики (IBGE), население муниципалитета составляет:
| Полное население                               | Полное население                               | Полное население                               | Полное население                               | 4187  |
| ---------------------------------------------- | ---------------------------------------------- | ---------------------------------------------- | ---------------------------------------------- | ----- |
| в том числе:                                   | Городское население                            | 704                                            | Процент городского населения, %                | 16,81 |
|                                                | Сельское население                             | 3483                                           | Процент сельского населения, %                 | 83,19 |
|                                                | Мужское население                              | 2152                                           | Процент мужского населения, %                  | 51,40 |
|                                                | Женское население                              | 2035                                           | Процент женского населения, %                  | 48,60 |
| Плотность населения, чел/км²                   | Плотность населения, чел/км²                   | Плотность населения, чел/км²                   | Плотность населения, чел/км²                   | 4,60  |
| Население муниципалитета в % к населению штата | Население муниципалитета в % к населению штата | Население муниципалитета в % к населению штата | Население муниципалитета в % к населению штата | 0,13  |

По данным оценки 2016 года, население муниципалитета составляет 4286 жителей.

## Статистика
- Валовой внутренний продукт на 2003 год составляет 6 270 494,00 реалов (данные: Бразильский институт географии и статистики).
- Валовой внутренний продукт на душу населения на 2003 год составляет 1442,16 реалов (данные: Бразильский институт географии и статистики).
- Индекс развития человеческого потенциала на 2000 год составляет 0,540 (данные: Программа развития ООН).